# هاشم ياغي
هاشم عبد الوهاب عبد الرحيم ياغي هو أكاديمي فلسطيني، وُلد سنة 1921 في قرية المسميّة الكبيرة في غزّة.

## الحياة العلمية
تلقى تعليمه حتى أنهى الثانوية في فلسطين، ثمّ ارتحل إلى مصر ودرَس الآداب العربية في جامعة القاهرة فحصل منها على شهادة الليسانس (1951)، ثم شهادة الماجستير (1956)، ثمّ شهادة الدكتوراه (1960).

## الحياة العملية
عمل مدرّساً في الجامعة الليبية (1960/1961)، وجامعة الملك عبد العزيز في الرياض بالسعودية (1961/1962). ثمّ استقرّ به المقام مدرّساً في الجامعة الأردنية منذ تأسيسها سنة 1962 حتى بلوغه سنّ التقاعد (2002)، وشغل في أثناء ذلك مناصب عِدّة، منها: رئيس قسم اللغة العربية وآدابها (1969-1971)، وعميد البحث العلمي والدراسات العليا (1978-1980). كما عمل أستاذاً زائراً بـجامعة الكويت (1975-1977).
كان عضواً في الهيئة التأسيسية لرابطة الكتّاب الأردنيين (1974)، وتولّى رئاستها لدورتين (1982/1984)، كما كان عضواً في الجمعية الثقافية العربية الأردنية.

## أعماله
- الأدبية:
  - «القصة القصيرة في فلسطين والأردن (1850-1965)»، دراسة، معهد البحوث والدراسات العربية، القاهرة، 1966. ط2، المؤسسة العربية للدراسات والنشر، بيروت، 1981.
  - «شعر فدوى طوقان»، دراسة، المكتب الكاثوليكي للصحافة والنشر، عمّان، 1970.
  - «حركة النقد الأدبي الحديث في فلسطين»، دراسة، المنظمة العربية للتربية والثقافة والعلوم، القاهرة، 1973.
  - «محمّد أديب العامري»، دراسات، رابطة الكتّاب الأردنيين، عمّان، 1979.
  - «نازك الملائكة وقضايا الشعر المعاصر»، دراسة نقدية، شركة الربيعان للنشر والتوزيع، الكويت، 1980.
  - «الرواية وإميل حبيبي»، دراسة نقدية، شركة الفجر، دمشق، 1989.
  - «معاناة ومعايير من جمال في طائفة من القصائد الجاهلية والمخضرمة»، في النقد التطبيقي، جامعة اليرموك، إربد، 1988. ط2، دار الفجر للطباعة، القاهرة، 1990.
  - «النمر بن تولب.. حياته وشعره»، دراسة، دار الإبداع، عمّان، 1992.
  - «تاريخ الأدب العربي»، جامعة القدس المفتوحة، عمّان، 1995.
  - «مناهج النقد الأدبي عند العرب»، جامعة القدس المفتوحة، عمّان، 1997. ط2، الشركة العربية المتحدة للتسويق، القاهرة، 2009.
- في موضوعات أخرى:
  - «ملامح المجتمع اللبناني الحديث»، دار بيروت للطباعة والنشر، بيروت، 1964.[1]
  - «ثقافتنا في خمسين عاماً»، بالاشتراك مع: عبد الرحمن ياغي، محمود العبادي، هاشم ياغي، محمود سيف الدين الإيراني، عيسى الناعوري، نمر سرحان، هاني العمد، توفيق النمري، عمان، منشورات دائرة الثقافة والفنون، 1972.[2]

## وفاته
توفِّي يوم 28 أيلول/سبتمبر 2013 في عمّان، بعدَ معاناة طويلة مع المرض.